# Canton de Beynat
Le canton de Beynat est une ancienne division administrative française située dans le département de la Corrèze, en région Limousin.
Avec le redécoupage cantonal de 2014, la commune de Beynat est devenue le bureau centralisateur du nouveau canton du Midi Corrézien.

## Histoire
Le canton de Beynat est l'un des cantons de la Corrèze créés en 1790, en même temps que la plupart des autres cantons français. Il a d'abord été rattaché au district de Brive avant de faire partie de l'arrondissement de Brive-la-Gaillarde.

### Redécoupage cantonal de 2014-2015
Par décret du 24 février 2014, le nombre de cantons du département passe de 37 à 19, avec mise en application aux élections départementales de mars 2015. Le canton de Beynat est supprimé à cette occasion. Ses sept communes sont alors rattachées au canton du Midi corrézien  dont le bureau centralisateur reste fixé à Beynat.

## Géographie
Ce canton était organisé autour de Beynat dans l'arrondissement de Brive-la-Gaillarde. Son altitude variait de 126 m (Aubazines) à 581 m (Beynat) pour une altitude moyenne de 366 m.
Le paysage y est extrêmement boisé, constitué de châtaigniers et de chênes, ainsi que de quelques résineux. 

## Représentation

### Conseillers d'arrondissement (de 1833 à 1940)
| Période                                  | Période | Identité                               | Étiquette   | Qualité |
| ---------------------------------------- | ------- | -------------------------------------- | ----------- | --- |
| 1833                                     | 1848    | Auguste-Jean La Fagerdie de Lapraderie |             | Juge de paix, maire de Lanteuil                                                                             |
|                                          |         |                                        |             | |
|                                          | 1901    | M. Laval                               | Républicain | |
| 1901                                     |         | M. Lalande                             | Républicain | |
|                                          |         |                                        |             | |
|                                          |         | M. Charlod                             | Rad.        | |
| 1934                                     | 1940    | Pierre-Armand Grandchamp (1879-1940)   | Rad.        | Entrepreneur à Beynat                                                                                       |
| 1940                                     |         |                                        |             | Les conseils d'arrondissement ont été suspendus par la loi du 12 octobre 1940 et n'ont jamais été réactivés |
| Les données manquantes sont à compléter. |         |                                        |             | |

### Conseillers généraux de 1833 à 2015
| Période | Période          | Identité                                         | Étiquette                | Qualité |
| ------- | ---------------- | ------------------------------------------------ | ------------------------ | --- |
| 1833    | 1833 (démission) | Pierre Joseph Bédoch (père)                      | Majorité conservatrice   | Avocat Président du Conseil Général (1834-1837) Député (1813-1815, 1818-1822 et 1831-1837) Également élu par le canton de Tulle-Sud                                                                          |
| 1833    | 1840 (décès)     | François Chabrignac                              |                          | Juge de paix à Beynat |
| 1840    | 1848             | Christophe de Cosnac                             |                          | Ancien conseiller de préfecture Propriétaire du château d'Espagnagol à Beynat |
| 1848    | 1864             | Auguste-Jean La Fagerdie de Lapraderie           |                          | Juge de paix à Beynat, conseiller d'arrondissement, propriétaire à Lanteuil |
| 1864    | 1870             | Paul Régnauld                                    |                          | Ingénieur en chef des Chemins de fer du Midi |
| 1870    | 1871             | Christophe de Cosnac                             |                          | Maire de Beynat |
| 1871    | 1893 (décès)     | Pierre Brugeilles                                | Gauche radicale          | Avocat à Bordeaux Notaire à Tulle Maire d'Aubazines Député (1885-1889) |
| 1894    | 1898             | Michel Mielvacque de Lacour                      | Républicain Progressiste | Fonctionnaire aux procès-verbaux Député (1893-1898) |
| 1898    | 1909 (décès)     | Fernand Brugeilles (cousin de Pierre Brugeilles) | Républicain              | Chef du contentieux des Chemins de fer du Midi |
| 1909    | 1940             | Jean-Baptiste Laumond                            | Rad.                     | Notaire - Député (1928-1936) Maire d'Aubazines (1896-1944) Viguier d'Andorre (1937-1940) |
|         |                  |                                                  |                          | |
| 1945    | 1970             | Pierre Leyx                                      | Rad.                     | Propriétaire exploitant, maire de Beynat (1947-1965) |
| 1970    | 1982             | Georges Debat                                    | DVD                      | Ingénieur des Arts et Métiers Directeur, enseignant du Lycée technique Cabanis Premier adjoint de Brive-la-Gaillarde Président du Conseil général (1979-1982) Vice-président du Conseil régional du Limousin |
| 1982    | 1988             | Yves Terrieux                                    | PS                       | Agriculteur - Maire de Sérilhac (1976-2001) Suppléant de Jean-Claude Cassaing (1981-1986) Attaché parlementaire puis suppléant de François Hollande (1988-1993) Conseiller régional                          |
| 1988    | 1992 (décès)     | Alphonse Chapoux                                 | SE-RPR                   | Retraité (ancien agriculteur et inséminateur), Espagnagol, Beynat |
| 1993    | 2008             | Jean Champy                                      | DVD puis RPR             | Médecin Adjoint au maire de Beynat |
| 2008    | 2015             | Pascal Coste                                     | UMP                      | Agriculteur Maire de Beynat (2001-2015) Président de la communauté de communes du canton de Beynat (2003-2014) Conseiller départemental du canton du Midi corrézien (2015-2021)                              |

## Composition
Le canton de Beynat regroupait sept communes et comptait 3 627 habitants au 1er janvier 2012.
| Nom                | Code Insee | Intercommunalité  | Population (dernière pop. légale) |
| ------------------ | ---------- | ----------------- | --------------------------------- |
| Beynat (chef-lieu) | 19023      | CC Midi Corrézien | 1 285 (2014)                      |
| Albignac           | 19003      | CC Midi Corrézien | 245 (2014)                        |
| Aubazines          | 19013      | CC Midi Corrézien | 912 (2014)                        |
| Lanteuil           | 19105      | CC Midi Corrézien | 550 (2014)                        |
| Palazinges         | 19156      | CC Midi Corrézien | 138 (2014)                        |
| Le Pescher         | 19163      | CC Midi Corrézien | 279 (2014)                        |
| Sérilhac           | 19257      | CC Midi Corrézien | 273 (2014)                        |

## Démographie
| 1962  | 1968  | 1975  | 1982  | 1990  | 1999  | 2006  | 2011  | 2012  |
| ----- | ----- | ----- | ----- | ----- | ----- | ----- | ----- | ----- |
| 3 804 | 3 543 | 3 175 | 3 113 | 3 222 | 3 301 | 3 442 | 3 595 | 3 627 |